# Westernland
La Westernland è stata una nave a vapore, costruita nel 1883 per la Red Star Line.
Aveva una stazza di 5.736 tonnellate ed era lunga 139 metri. Aveva quattro alberi e due fumaioli.
Fu disarmata in Italia nel 1912.